# Alex Lifeson
Aleksandar Zivojinović  (Fernie, Columbia Británica; 27 de agosto de 1953) conocido como Alex Lifeson, es un músico canadiense, más conocido por ser el guitarrista de la banda de rock progresivo Rush. Fundó Rush en el verano de 1968, y ha sido integrante de la banda desde entonces; es el guitarrista y además de tocar las guitarras eléctricas y acústicas, ejecuta otros instrumentos de cuerda. También hace los coros durante las presentaciones en concierto, y de vez en cuando toca el sintetizador. Lifeson, como los otros miembros de Rush, activa en tiempo real samplers de instrumentos no convencionales, mientras toca la guitarra. Aparte de la música, posee una pequeña compañía de su invención, “The Omega Concern”; es copropietario del restaurante “The Orbit Room”, en Toronto; es aficionado al motociclismo y tiene licencia para pilotar aeronaves.
Junto con sus compañeros de banda Geddy Lee y Neil Peart, Lifeson fue condecorado con la Orden de Canadá, en el grado de oficial, el 9 de mayo de 1996, siendo el primer grupo musical en obtener dicho reconocimiento.

## Biografía
Alex Lifeson nació en Fernie, Columbia Británica y es hijo de una pareja de inmigrantes serbios, Nenad y Melka Zivojinovich (en serbio: Živojinović; cirílico:Живојиновић). Su nombre artístico, "Lifeson", es una especie de traducción de su apellido, que en serbio significa "hijo de la vida" (en inglés: son of life). Pronto, su familia se muda a Toronto, donde Lifeson continúa su escolaridad y trata infructuosamente de aprender a tocar el violín. A la edad de 13 años, recibe, como regalo de Navidad, una guitarra acústica Kent, de 11 dólares. Comienza entonces su formación musical, explorando los genios que en aquel momento salían a la luz, como Jimi Hendrix, Eric Clapton y Jimmy Page. 
En esa época, Lifeson consiguió trabajo en una estación de gasolina, para comprar una guitarra y formar posteriormente su primera banda, Hadrian, junto a otros músicos de Toronto, el baterista John Rutsey y un desfile de músicos, como Mitch Bossi, Joe Perna y Lindi Young. La banda pasa a llamarse luego The Projection, y finalmente, Rush, junto con la llegada del bajista Jeff Jones. La primera formación de Rush tenía ya las influencias de Cream y Led Zeppelin, pero el resultado musical no dejaba satisfecho al joven Lifeson, quien decide convocar a su compañero de escuela Geddy Lee, para pedirle, además del amplificador, su incorporación a la banda en calidad de bajista y cantante.
Tomó algún tiempo para la nueva formación (que más tarde incorporaría a Neil Peart en la batería) en acoplarse y producir el sonido que estaban buscando. Sin embargo, con el álbum "2112", (lanzado en 1976), Rush había comenzado a recorrer la ruta que los convertiría eventualmente en uno de los espectáculos hard rock más populares y exitosos en el mundo. Durante la subsiguiente secuencia de álbumes clásicos, lo más selecto de la calidad de la guitarra de Lifeson se dejó escuchar en una variedad de temas maravillosos, pero especialmente en Xanadu ("A Farewell to Kings", 1977), La Villa Strangiato ("Hemispheres", 1978), Freewill ("Permanent Waves", 1980), y YYZ ("Moving Pictures", 1981). Durante los años 1980, la guitarra de Lifeson tomó un papel secundario, debido a la experimentación de Rush con sonidos sintetizados y electrónicos. Posteriormente, en los años 90, la guitarra retomaría el papel principal en las composiciones de la banda, con un Alex Lifeson más maduro y virtuoso, a la par de los grandes talentos del rock progresivo de todos los tiempos.
Actualmente, Alex Lifeson reside en las afueras de Toronto. Está casado con Charlene y tiene dos hijos, Justin y Adrian.

## Trabajos notables
El grueso del trabajo musical de Lifeson ha sido junto a su banda Rush (ver Rush), aunque también ha desarrollado una considerable cantidad de trabajo artístico fuera de ella:
- En 1996, lanzó un álbum como solista, Victor. Sin embargo, en el mismo, Lifeson no utiliza su nombre artístico sino que el seudónimo Victor, de manera deliberada, para no provocar conflicto artístico con su trabajo en Rush. En este álbum participaron también su hijo Adrian, el bajista Les Claypool (de Primus) y el cantante Edwin (de I Mother Earth).
- En 2006, junto a Geddy Lee y otros músicos, forma The Big Dirty Band, con la finalidad de proporcionar material para la banda sonora original de la película Trailer Park Boys: The Movie.
- Como músico invitado, ha colaborado en los siguientes álbumes:
  - Alien Shores (1985), de la banda Platinum Blonde.
  - Beyond Borders (1987) en la recopilación "Canadian Guitar Summit".
  - Greenway (1988) de Serious Business.
  - Clean Slate (1988) de Clean Slate.
  - The Big Picture, Dream on the Horizon: A Tribute to the Olympic Spirit (1988), junto a otros artistas.
  - Smoke on the Water '90 (1990) contribución de varios artistas para Aid Armenia.
  - Lost Brotherhood (1990) de Larry Gowan.
  - Ragged Ass Road (1994) de Tom Cochrane.
  - Scenery and Fish (1996) de I Mother Earth.
  - Better Life (edición de 2001) de 3 Doors Down.
  - Fear of a Blank Planet (2007) de Porcupine Tree.
- Compuso el tema musical de la primera temporada de la serie de TV Andrómeda, de Gene Roddenberry.
- Tocó regularmente con The Dexters (la banda habitual del local "The Orbit Room" entre 1994 y 2004).
- La empresa Digitech solicitó a Lifeson la inclusión de su sonido característico en su nuevo sistema de efectos para guitarra "2120 Artist Studio", creando uno de los sonidos predeterminados, llamado "New Lerxst".

## Equipo utilizado

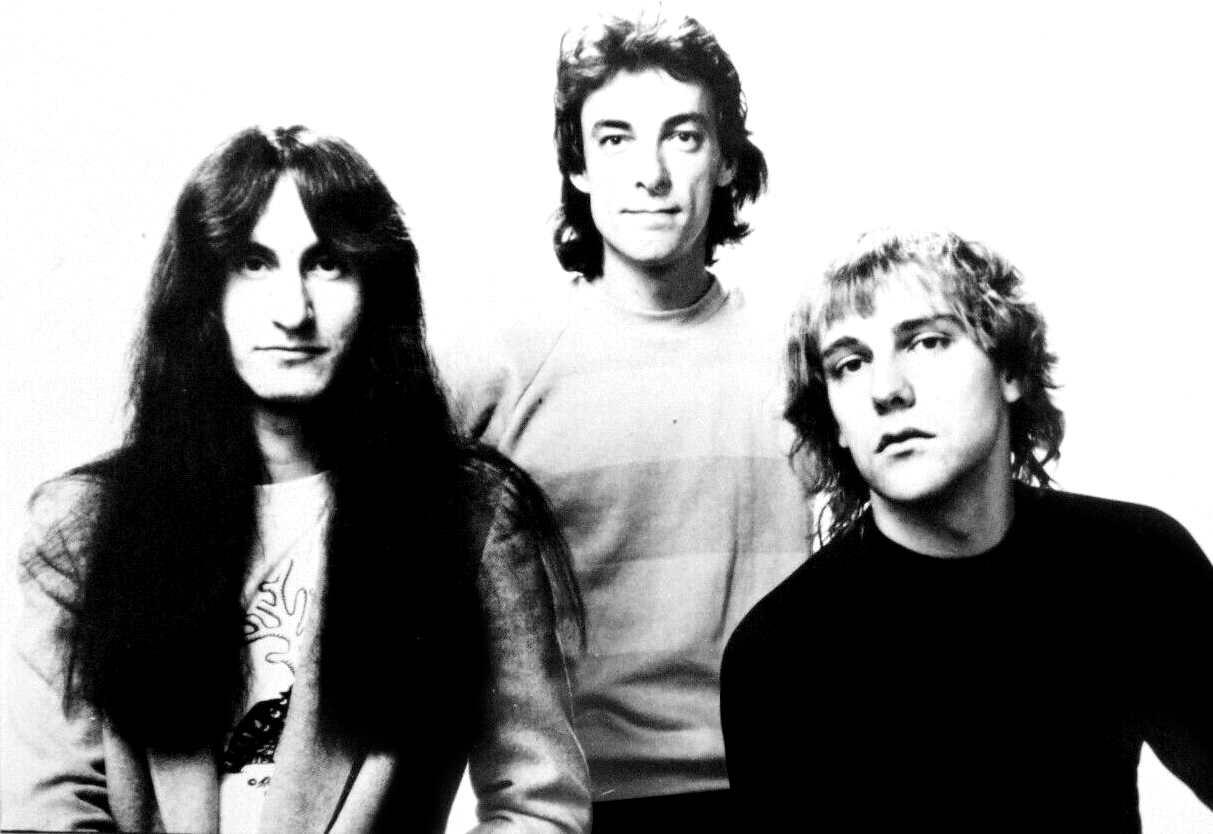
Fotografía de prensa promocional de la banda de rock canadiense Rush.

### Guitarras y amplificadores
En la primera etapa de Rush, Lifeson utilizó una Gibson ES-335 en la grabación de los primeros cuatro álbumes: "Rush"; "Fly by Night"; "Caress of Steel"; y "2112". Para la gira promocional de "2112", utilizó una Gibson Les Paul 1974 y amplificadores Marshall. Para las sesiones de grabación de "A Farewell to Kings", Lifeson comenzó a utilizar una Gibson EDS-1275 (de mástil doble, 
similar a la de Jimmy Page) para canciones como Xanadu, mientras que su guitarra principal se convirtió en la ya famosa Gibson ES-355 de color crema, con la mayor parte de su amplificación saliendo por amplificadores Hiwatt. Simultáneamente, utilizó varios pedales con efectos phaser, flanger y Wah-wah Cry Baby, junto con un amplificador Marshall Plexi Super Lead (que tiene un panel delantero hecho de plexiglás). 
Ya a finales de los años 70, incorporó cada vez más la guitarra de doce cuerdas (acústica y eléctrica) y el efecto chorus (con el Boss Chorus Ensemble y, más adelante, el Roland Dimension C) en su sonido. En la época del álbum de 1982, Signals, la guitarra principal de Lifeson era una Stratocaster modificada con pastillas o micrófonos de doble bobinado Bill Lawrence Humbucker L-500 de alta potencia (un modelo más adelante hecho famoso por 
Dimebag Darrell) en la posición del puente, con un puente Floyd Rose. 
A medida que los años 1980 avanzaban, Alex Lifeson cambió sus micrófonos de pasivos a activos y de la amplificación por tubos de vacío a amplificación de estado sólido, con una cantidad cada vez mayor de procesamiento digital. Utilizó guitarras Stratocaster desde principios de los años 1980 hasta 1986, en las grabaciones en estudio y en cada gira, desde "Permanent Waves" hasta "Power Windows". Para los álbumes "Moving Pictures" y "Signals", Lifeson utilizó hasta cuatro amplificadores marrones Marshall 4140 Club & Country, de 100 vatios, bastante poco comunes, que le daban a su guitarra el tono quizás más característico hasta hoy. Lifeson fue también, después, un patrocinante de la línea de amplificadores de estado sólido para guitarra Gallien-Krueger. A finales de los años 1980, migró a amplificadores Carvin para grabar en estudio y a la ya extinta marca canadiense de guitarras Signature, tanto en concierto como en 
estudio.
Lifeson utilizó principalmente guitarras PRS (Paul Reed Smith) durante la grabación de "Roll the Bones" entre 1990 y 1991. Tanto en la grabación como en la gira promocional de "Counterparts" (1993), volvió a los amplificadores Marshall y continuó usando guitarras PRS. En una canción de ese álbum -Stick It Out-, Lifeson utilizó la Gibson Les Paul para crear un tono más profundo y más resonante en la frase principal, empleando la PRS únicamente para el solo de guitarra. Lifeson utiliza actualmente guitarras PRS, Gibson y Fender; amplificadores y 
gabinetes Hughes & Kettner Triamp MK II y zenTera. En 2005, Hughes & Kettner creó la serie de amplificadores Alex Lifeson y 50 dólares de cada amplificador vendido serán donados a UNICEF
Para la grabación del álbum "Snakes & Arrows", Alex Lifeson utilizó guitarras acústicas Garrison GGC-50-CE, OM-40 y GD25-12. Sin embargo, para la gira promocional del álbum, en 2007, ha instalado micrófonos Fishman Aura con sistema piezoeléctrico en sus guitarras Les Paul para simular el sonido de la guitarra acústica sin tener que cambiar de instrumento. Así mismo, sustituyó los cerebros de sus amplificadores zenTera y Hughes & Kettner por Switchblade 
(que, como los zenTera, incluyen efectos digitales programables, tales como chorus y delay, pero son alimentados por tubos en lugar de transistores), mientras que conserva su serie personalizada de amplificadores Hughes & Kettner. Los efectos que utiliza durante esta gira incluyen un rack multiefectos TC Electronics G-Force, un ampliador espacial TC Electronics 1210 y un delay/flanger Loft 440, así como los efectos incorporados en los cerebros Switchblade.

### Otros instrumentos
Durante las presentaciones en vivo de Rush, Lifeson utiliza un controlador MIDI que le permite emplear sus pies para activar sonidos de samplers digitales, sin quitar sus manos de la guitarra (Lifeson utilizaba pedales Moog Taurus antes de que quedaran obsoletos y fuesen sustituidos por pedales MIDI en los años 1980). Debido a que los tres miembros de Rush comparten el deseo de presentar sus canciones en concierto lo más fielmente posible con respecto a las versiones en estudio, a finales de los 80, la banda se equipó con un rack de samplers de gran capacidad. Rush utiliza dichos samplers para reproducir virtualmente todos los sonidos de instrumentos extraños, acompañamientos, armonías vocales y en general, todos los sonidos y secuencias complejas que anteriormente requerían de varias máquinas para producirse. Con la ayuda de esta tecnología, Lifeson y sus compañeros de banda se aseguran de que su sonido en concierto tenga la complejidad y fidelidad que los fanáticos esperan escuchar, sin la necesidad de utilizar pistas o agregar un músico invitado.
Además de las guitarras y efectos, Alex Lifeson también ha tocado mandolina y buzuki en la grabación de algunos álbumes de Rush.

## Incidente en Naples
El 31 de diciembre de 2003, durante una fiesta de víspera de Año Nuevo en el Hotel Ritz Carlton de Naples (Florida), Estados Unidos, Lifeson, su hijo Justin y la esposa de este último fueron arrestados luego de un confuso incidente con la policía local. Luego de ser liberado, Lifeson presentó cargos por supuesta brutalidad policial, alargando las secuelas de este evento, que aún no ha sido definitivamente cerrado. Este episodio en la vida del guitarrista ha afectado su estado de ánimo aunque no visiblemente, de acuerdo con declaraciones de Neil Peart en su libro "Roadshow".

## Galardones
- "Mejor Guitarrista Rock", por la revista Guitar Player en 1984
- Primer finalista al premio "Mejor Guitarrista Rock", por la revista Guitar Player en 1982, 1983, 1985 y 1986
- Exaltado al Salón de la Fama de "Guitar for the Practicing Musician" en 1991
- Junto con Rush, exaltado al Salón de la Fama Juno, en 1994
- Condecorado con la Orden de Canadá, en el grado de Oficial, junto con sus compañeros de banda Geddy Lee y Neil Peart, en 1996.
- Mejor Concierto en Tour "Time Machine Tour 2010", Argentina. 2010